# Pulo Dogom
Pulo Dogom is een bestuurslaag in het regentschap Labuhan Batu Utara van de provincie Noord-Sumatra, Indonesië. Pulo Dogom telt 5775 inwoners (volkstelling 2010).